# Hôtel de ville de Liverpool
La Mairie de Liverpool est un bâtiment situé à Liverpool, en Angleterre, au Royaume-Uni. Il est enregistré sur la National Heritage List for England comme monument classé de Grade I, et est décrit dans cette liste comme «une des meilleures mairies du XVIIIème siècle». Les auteurs de la collection Buildings of England mentionnent sa «magnifique échelle», et envisagent qu'il est «probablement la suite civique plus magnifique du pays», et «un exemple exceptionnel et complet du décor géorgien tardif».
Il n'est pas un bâtiment administratif mais une suite civique, qui abrite le parloir du maire et la chambre du conseil de la mairie; l'administration locale est située dans les proches Municipal Buildings. La mairie a été bâtie entre 1749 et 1754 selon la création de John Wood l'Ancien pour remplacer une mairie antérieure proche. En 1785 a été ajouté un agrandissement au nord dessiné par James Wyatt. Après un incendie de 1795, la mairie a été reconstruite et a été ajouté un dôme dessiné aussi par Wyatt.
Des visites guidées du bâtiment sont organisées pour le public, et il y a aussi des mariages qui s'y déroulent.

## Histoire
La première mairie de Liverpool date de 1515 et était probablement un bâtiment avec toit de chaume. Elle a été remplacée en 1673 par un bâtiment légèrement au sud de la mairie actuelle. Cette mairie se soutenait sur «des piliers et des arcs de pierre» et en dessous il y avait la bourse pour les marchands.
La construction de la mairie actuelle a commencé en 1749 dans une parcelle légèrement au nord. L'architecte était John Wood l'Ancien, l'«un des grands architectes de l'époque». Il a été complété et inauguré en 1754. La partie basse servait de bourse, et dans la partie supérieure était la salle du conseil et autres bureaux. La partie basse avait une cour centrale entourée par une colonnade dorique, mais était «obscure et fermée, et les marchands préféraient réaliser les transactions dans la rue». Au-dessus du bâtiment il y avait un grand dôme . La mairie a été bombardée par les marins en grève pendant la Révolte des Marins de Liverpool de 1775.

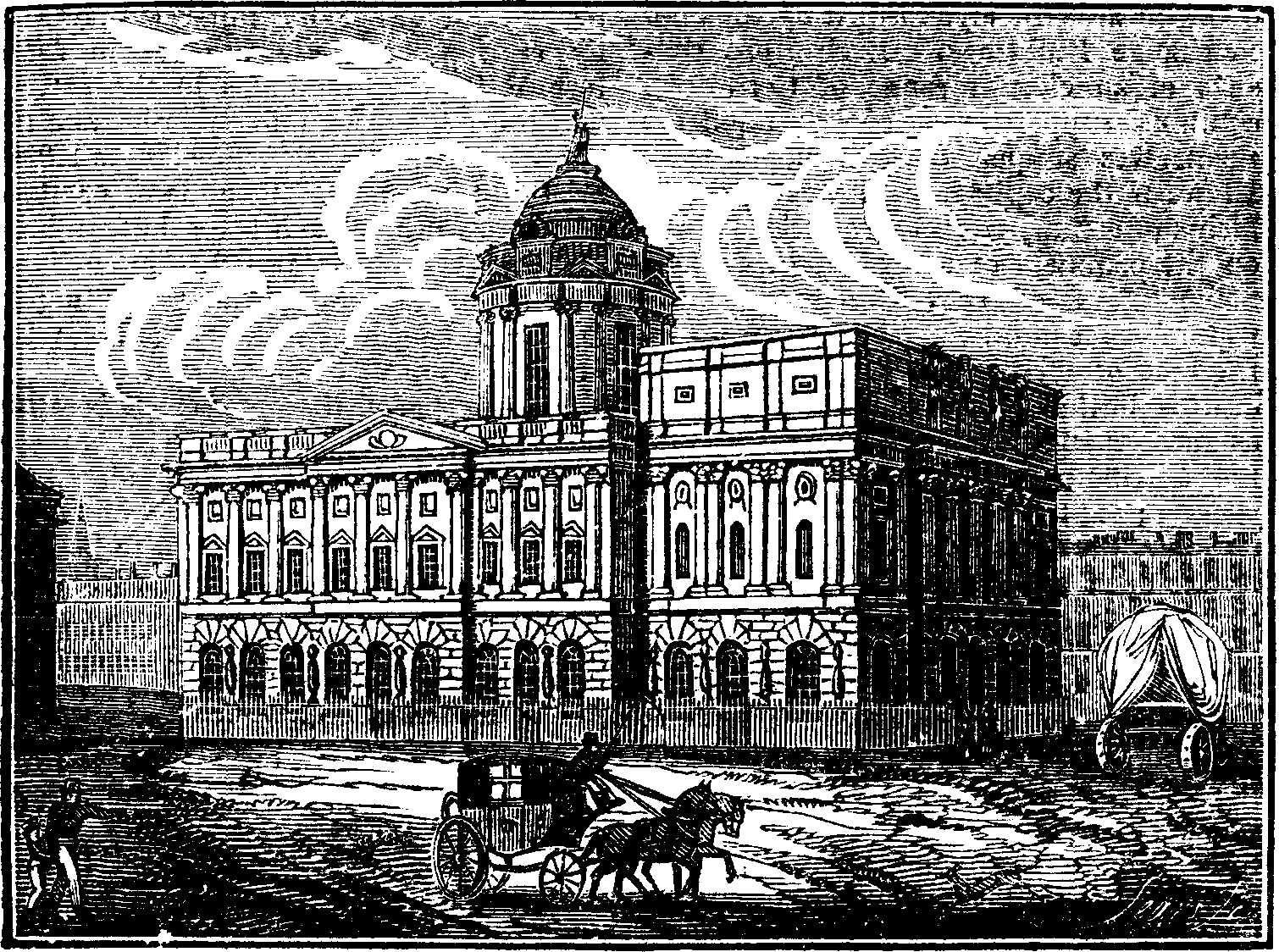
La Mairie de Liverpool dans le décennie de 1820.

L'acte qui a marqué la fin de la Guerre de Sécession a été lorsque le Capitaine Waddell a monté les escaliers de la mairie en novembre 1865 avec une lettre pour présenter au maire la reddition de son bateau, le CSS Shenandoah, au gouvernement britannique.
En 1811 a été ajouté un portique côté sud. La construction et le décor intérieur ont été complétés autour de 1820 .
En 1881 a échoué une tentative de voler la mairie par part des fenians. Entre 1899 et 1900, le portique côté sud a été reconstruit. En 1921, une salle de la partie basse a été  transformée en Salon du Souvenir pour rappeler les militaires de Liverpool morts pendant la Première Guerre mondiale. Une partie du bâtiment a été démolie lors du Blitz de Liverpool de 1941, et a été restauré à la fin de la Seconde Guerre mondiale. Entre 1993 et 1995 ont été réalisées d'autres restaurations.

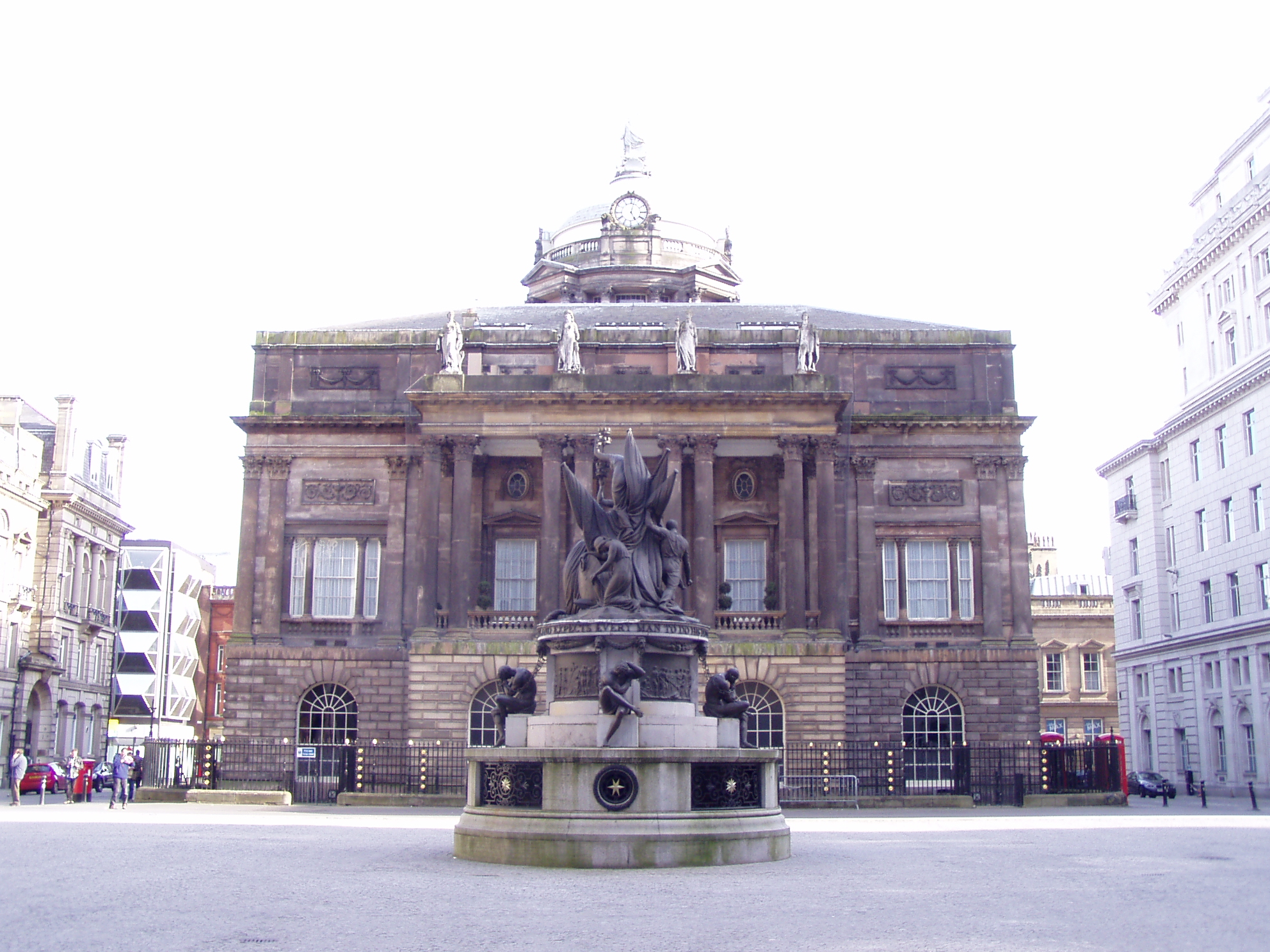
Le côté nord avec le monument de Nelson en premier plan.

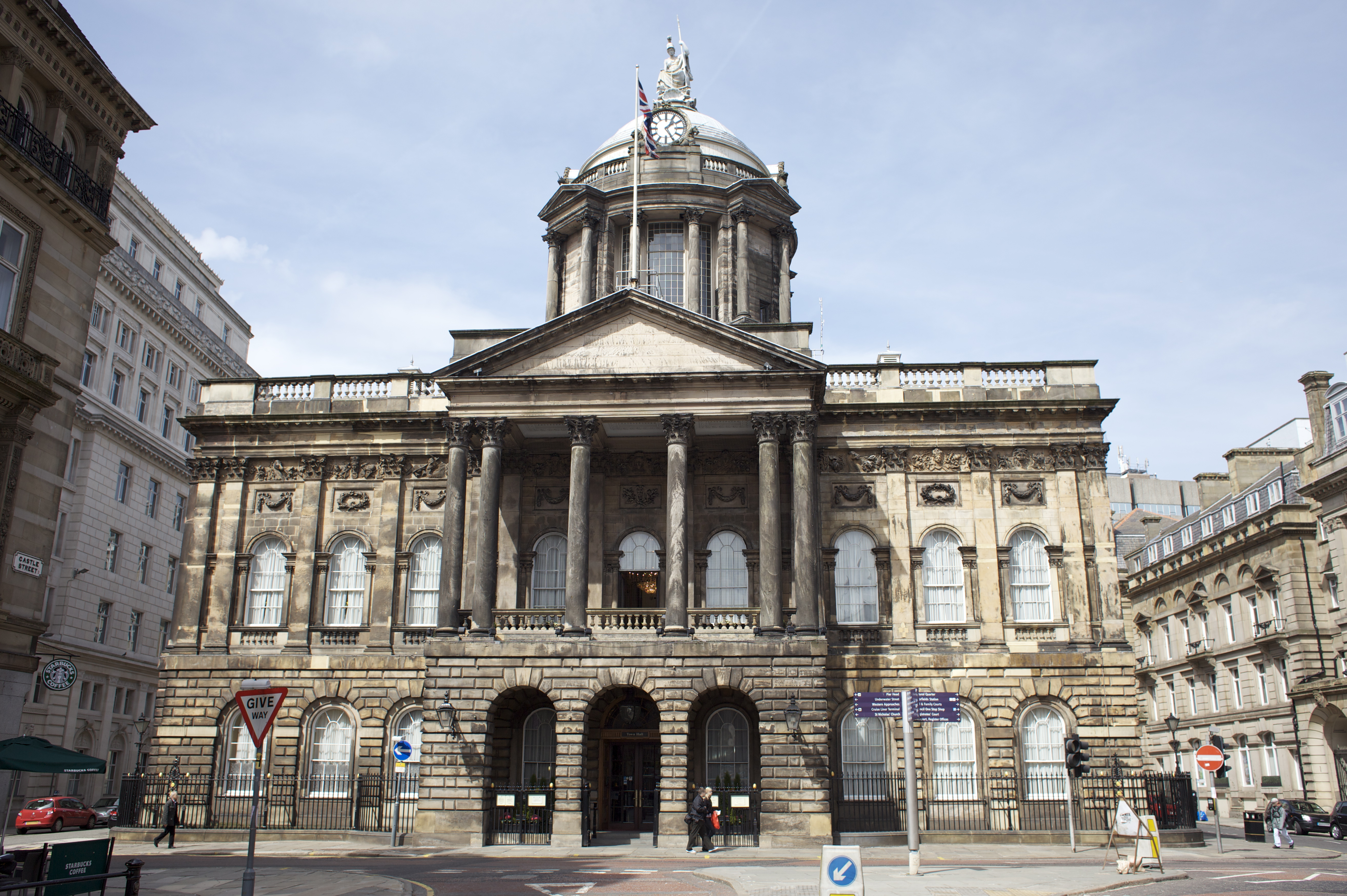
La façade de la Mairie de Liverpool.

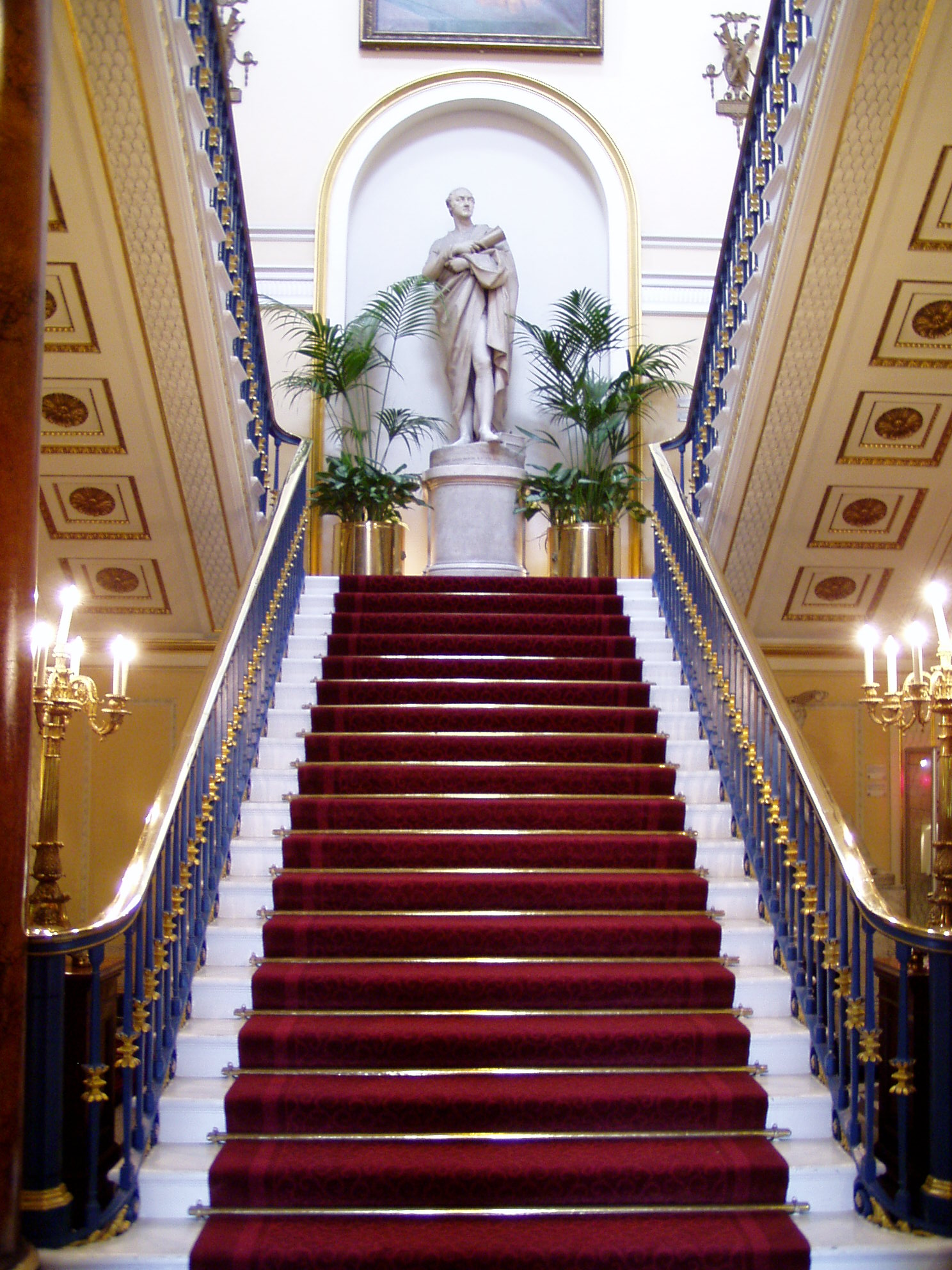
L'escalier principal.

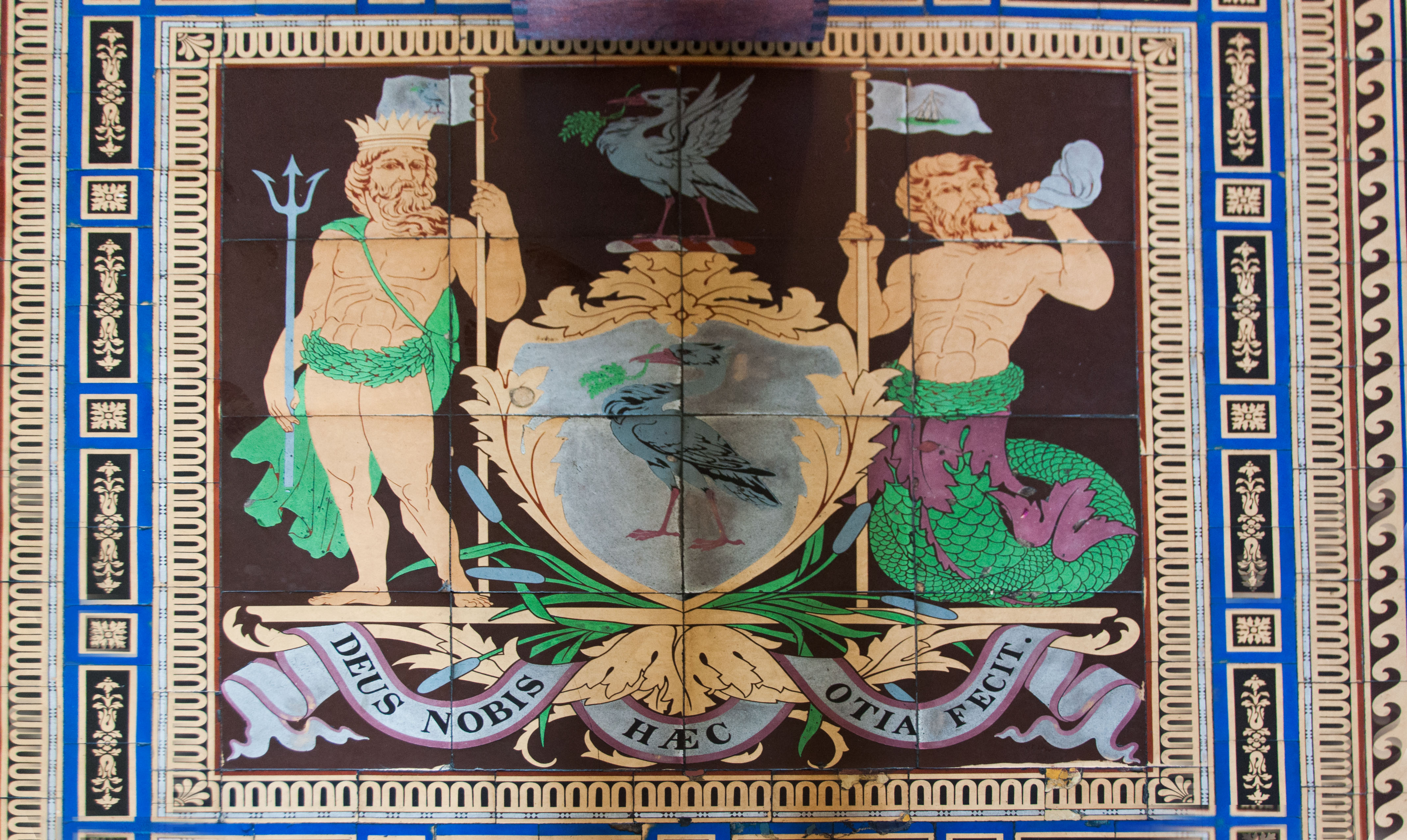
Ces azulejos sont dans la partie basse de la Mairie de Liverpool. La devise de Liverpool est une citation de Virgile et se traduit comme «Dieu nous a donné ce loisir».

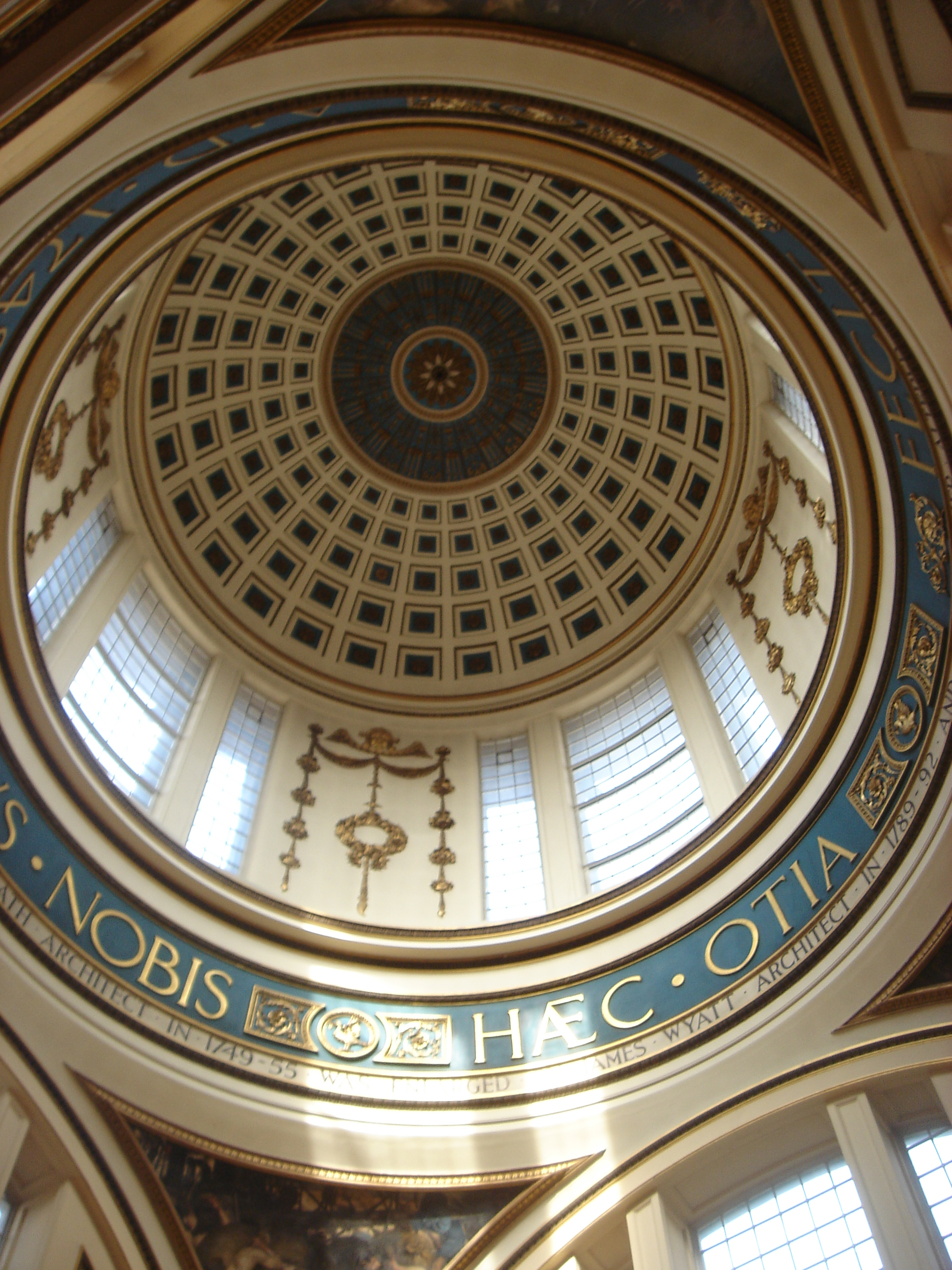
Intérieur du dôme.

La Mairie de Liverpool se réunit chaque sept semaines dans la chambre du conseil pour disputer les sujets de la ville. La mairie est ouvert au public général chaque mois, lorsqu'ont lieu des visites guidées. Le bâtiment est autorisé pour des mariages et, outre de fournir un lieu pour la cérémonie, offre également des services de traiteur pour une réception ou un repas.
Immédiatement au nord de la mairie il y a une place pavée connue comme Exchange Flags, entourée en tous ses côtés par des bâtiments modernes de bureaux. Sur cette place est le Monument à Nelson, qui rappelle les réussites de Horatio Nelson. Il est un monument classé de degré II* et le monument public le plus ancien conservé dans la ville.

## Galerie d'images

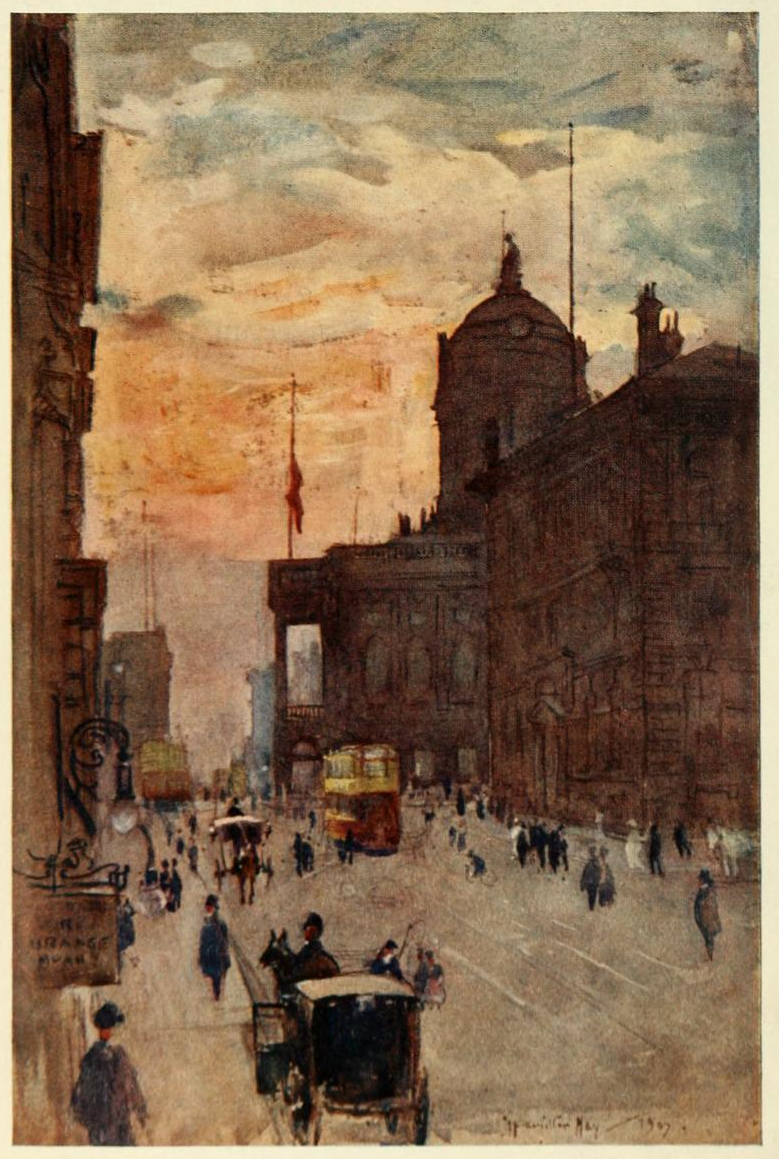
L'hôtel de ville de Liverpool en 1907, par J. Hamilton Hay.
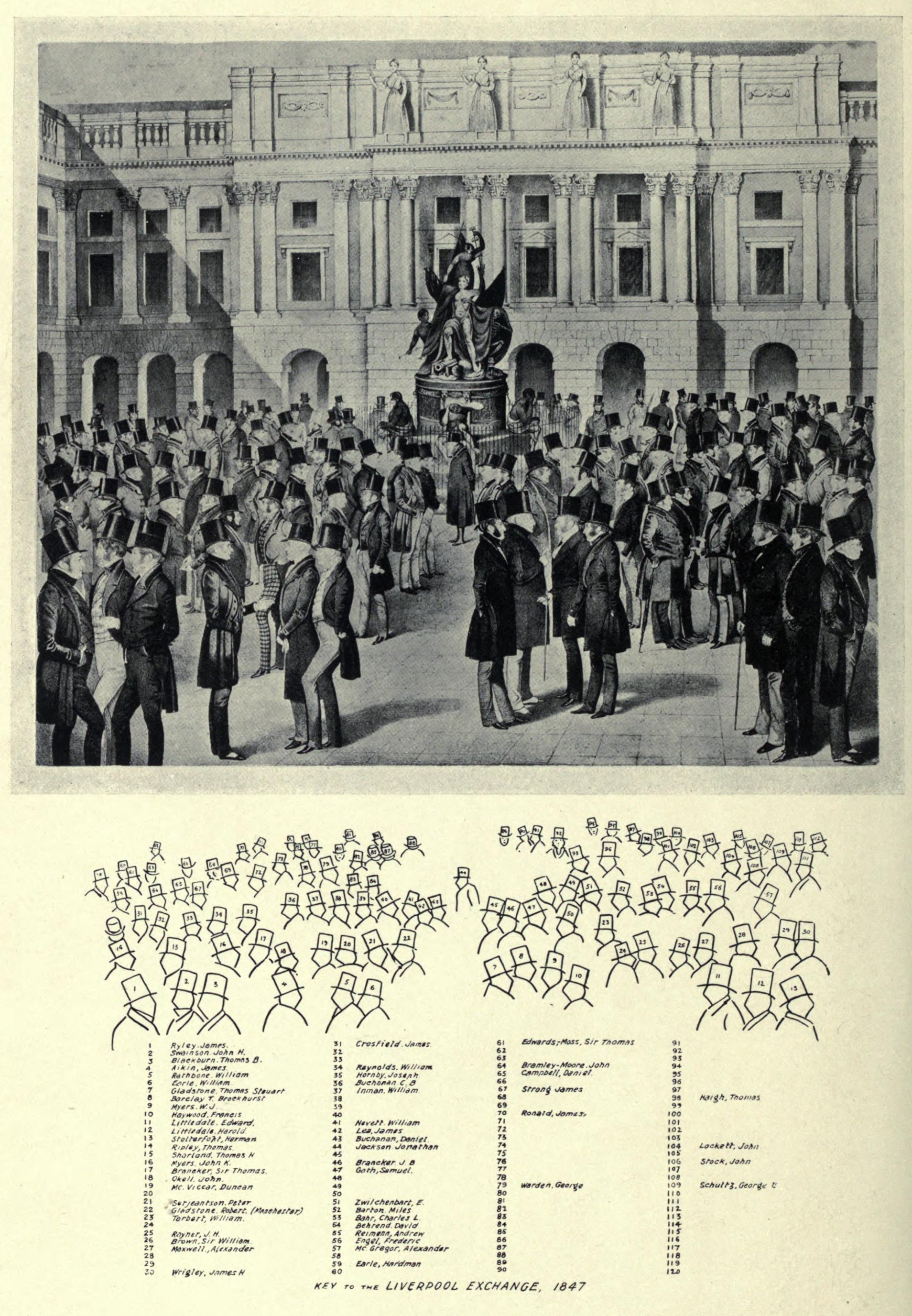
Le Liverpool Exchange et ses membres en 1847.
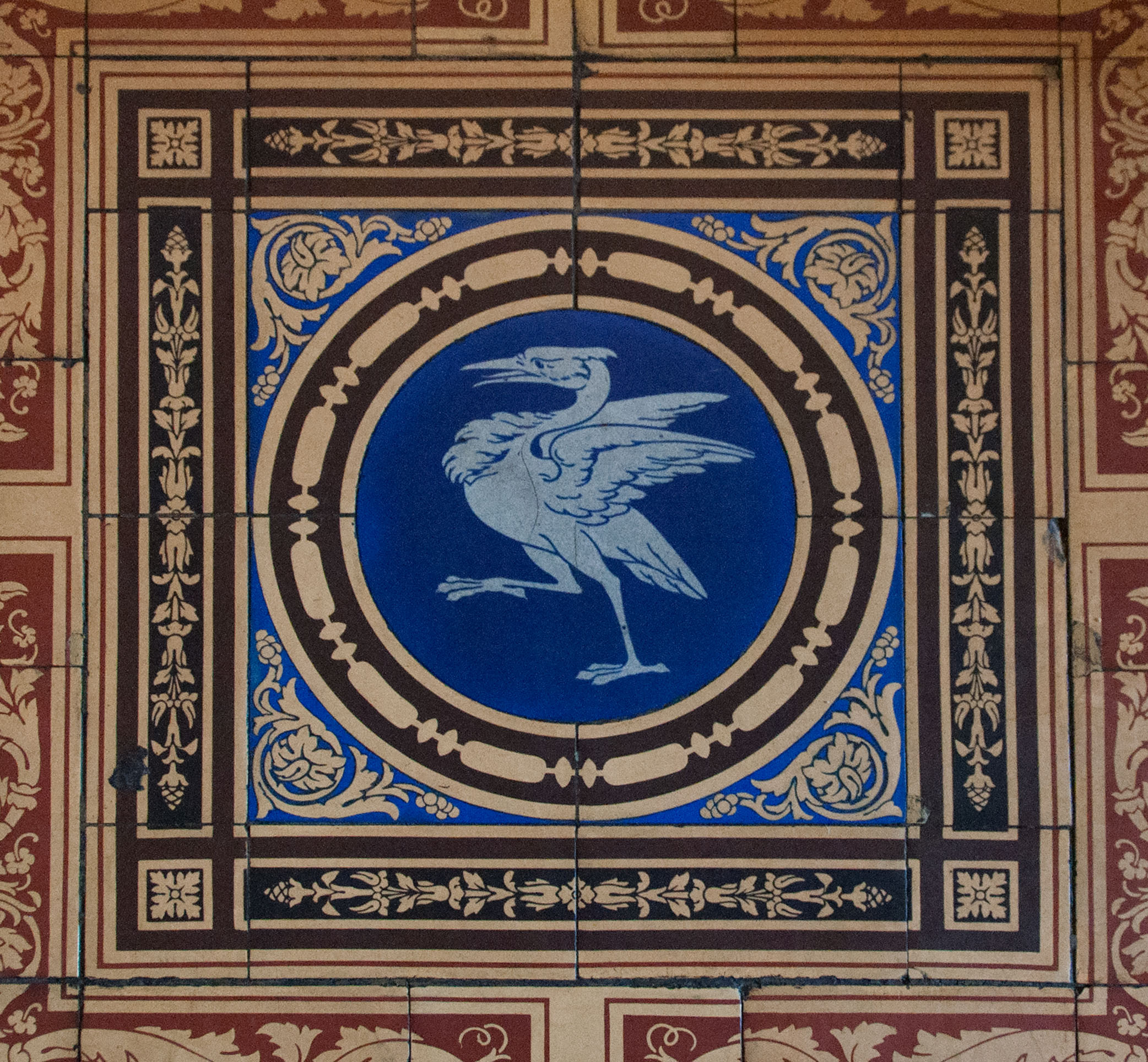
Les azulejos.
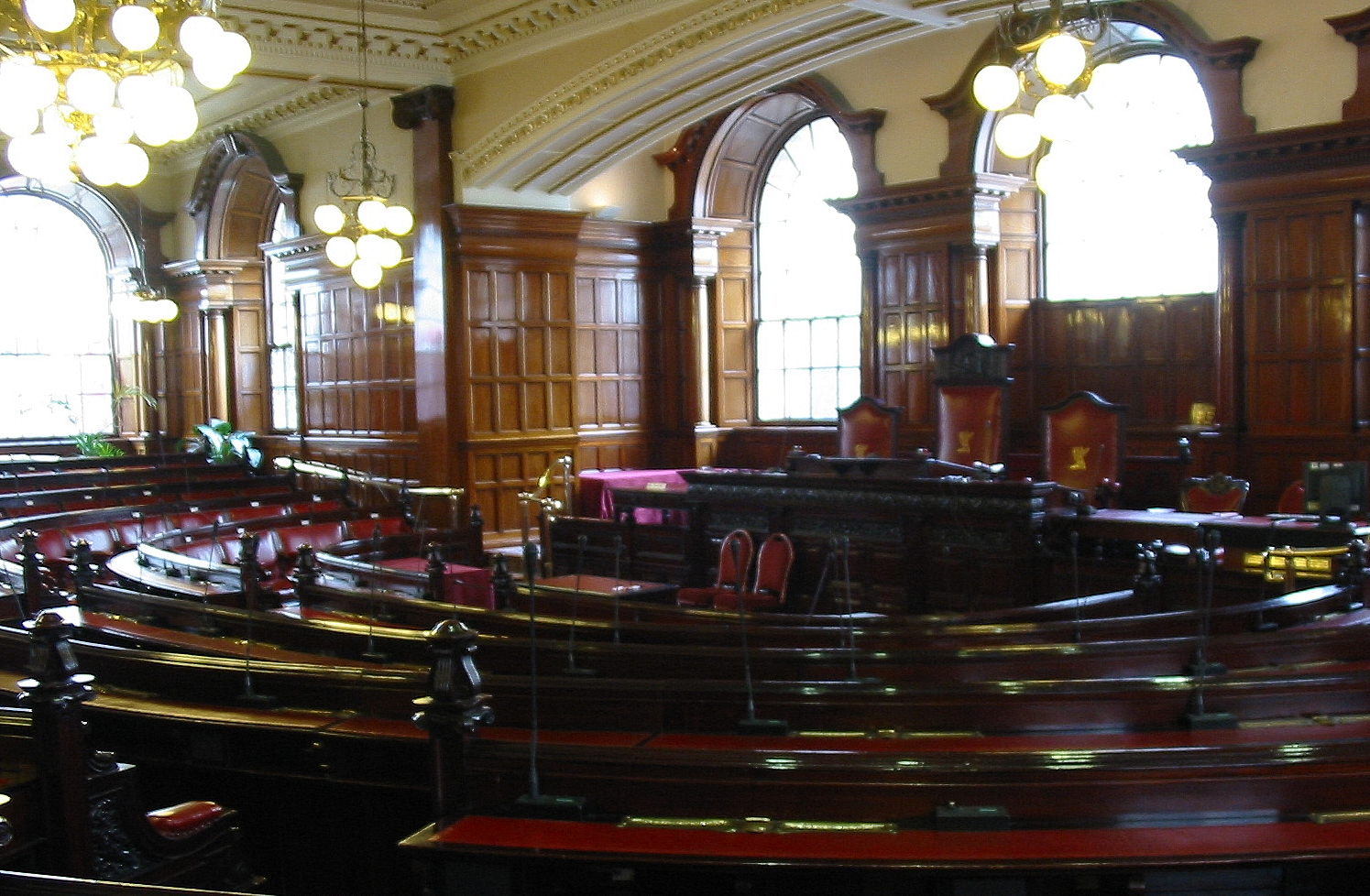
La chambre du conseil de la Mairie de Liverpool.